# 邊山 (默西賽德郡)
邊山（英語：Edge Hill）是英國利物浦的一個地區，位於利物浦市中心東南。邊山大學最早在1885年創立於此，但在1933年搬到了奧姆斯柯克。 邊山在18與19世紀之交的喬治王時代開始發展。
第一個邊山站建成於1830年，距離其現址約150米，現址建於1836年，其建築是最古老的依然運營的鐵路站大樓。

## 历史
该地区最早开发于18世纪末19世纪初的乔治亚时代。许多当时的乔治亚风格的房屋仍然存在。1979年，Edge Hill被指定为保护区。圣玛丽教堂周围的大部分乔治亚式建筑现在都被列为英国文化遗产。后期的维多利亚时代的梯田也大部分被拆毁。虽然已经建起了一些现代住宅，但该地区仍然是一个人口稀少的地方，有许多空地和废弃的酒吧和商店。
烟草大亨约瑟夫-威廉姆森（1769-1840年），在19世纪初负责该地区的大部分建筑，他出资的"边山鼹鼠"项目雇佣了数百人在该地区下面建造了威廉姆森隧道。隧道网的一部分现在作为旅游景点向公众开放。
19世纪初，Edge Hill是两个铁路工程的所在地。利物浦和曼彻斯特铁路公司和大交点（Grand Junction）铁路公司最初都设立了工场，但随着业务的发展，扩张受到限制，大交点铁路公司于1843年将其主要的机车生产厂搬到了克鲁。直到1851年，机车继续在Edge Hill制造，直到1851年。1845年，利物浦和曼彻斯特铁路被Grand Junction吸收，1846年，Grand Junction铁路又成为伦敦和西北铁路的一部分。
1830年，第一个Edge Hill车站建于1830年，位于距离现在的位置约150米的地方。在这里，只剩下了一些遗迹。当时有一个"摩尔人拱门"，有一台固定的发动机从皇冠街站载着火车上下行，直到机车牵引的火车能够应付坡度。现在的车站可追溯到1836年，当时的城市铁路总站迁至莱姆街。车站保留了原有的建筑，但由于该地区人口和工业的匮乏，因此非常安静。这些建筑是世界上最古老的仍对公众开放的火车站。
以前所有的列车都是在通往石灰街站的隧道口停靠在边山站，因此有了"边山下车"这一说法（性暗示）。
在20世纪70年代之前，Edge Hill一直是巨大的铁路调度场，分拣进出码头的火车，经维多利亚隧道和瓦平隧道到码头边的Park Lane和滑铁卢货站。
Herbert Rowse Armstrong，一个大麻毒贩，住在Edge Hill的Durning路52号，同时在城里当律师。
帕特里克-马洪（Patrick Mahon）因1924年在伊斯特本的克伦伯斯堡（Crumbles）谋杀艾米莉-凯伊（Emily Kaye）而被定罪，他在海伦娜街长大。这条街的原址现在被一个DIY商店的停车场所覆盖。
皇冠街资源中心(Crown Street Resource Centre)是位于Edge Hill的一个心理健康资源中心，于1982年开业，由利物浦社会服务机构和Merseycare为居住在利物浦市区的人们提供服务。
1885年，Edge Hill大学作为一所师范学院开始在该地区工作，虽然它在1933年搬到了现在的Ormskirk场地。

## 外部連結
- Edge Hill Today[]
- War time WW2 Factory in Edge Hill
- Liverpool Street Gallery - Liverpool 7